# Aeroportul Imperial County
Aeroportul Imperial County (IATA: IPL, ICAO: KIPL, FAA LID: IPL) este un aeroport din Comitatul Imperial, California, Statele Unite ale Americii ce deservește zona Imperial⁠(d). Aeroportul a fost tranzitat în 2019 de 6.824 de pasageri. A fost numit după zona deservită.
Situat la o altitudine de −16 m, aeroportul dispune de 2 piste.

## Infrastructură

### Piste
Aeroportul dispune de 2 piste. Pista 08/26 are suprafața de asfalt și dimensiunile 4.501 picioare × 75 picioare. Pista 14/32 are suprafața de asfalt și dimensiunile 5.308 picioare × 100 picioare. 